# 石川県の廃止市町村一覧
石川県の廃止市町村一覧（いしかわけんのはいししちょうそんいちらん）は、石川県における市制・町村制施行（1889年4月1日）後に、市町村合併や他の自治体に統合されることなどにより廃止した市町村の一覧である。単なる名称の変更は対象としない。
- 町村が「町制」・「市制」を施行し町・市となるケース
  - 「市町村」以外の表記名を変更しなかった自治体は一覧に含まれない。
  - 町制・市制を施行した際に名称を変更した場合も一覧に含まれない。（例：木郎村→松波町）
- 市町村が名称変更した場合は一覧に含まれない。
- 所属郡が変更になった場合は一覧に含まれない。
- 市町村合併で廃止した市町村のケース
  - 編入合併した場合の、存続市町村は廃止に当たらないので一覧に含まれない。
  - 編入合併した場合の、廃止した市町村は一覧に含まれる。
  - 新設合併した場合の、廃止した市町村は一覧に含まれる。
  - 新設合併した場合の、名称が残った市町村も一覧に含まれる。（例：旧・輪島市→新・輪島市）
- 分割や分立をしたケース
  - 分割で廃止した市町村は一覧に含まれる。
  - 分立で存続した市町村は一覧に含まれない。（例：一ノ宮村が河内村から分立。河内村は存続）

## 1909年以前
- 能美郡串村 （1907年8月5日）能美郡御幸村新設のため
- 能美郡末佐美村 （1907年8月5日）能美郡御幸村新設のため
- 能美郡今江村 （1907年8月5日）能美郡御幸村新設のため
- 能美郡（旧）粟津村 （1907年8月5日）能美郡粟津村新設のため
- 能美郡木津村 （1907年8月5日）能美郡粟津村新設のため
- 能美郡本折村 （1907年8月5日）能美郡苗代村新設のため
- 能美郡浅井村 （1907年8月5日）能美郡苗代村新設のため
- 能美郡蓮江村 （1907年8月5日）能美郡苗代村新設のため
- 能美郡園江村 （1907年8月5日）能美郡白江村新設のため
- 能美郡沖杉村 （1907年8月5日）能美郡白江村新設のため
- 能美郡千針村 （1907年8月5日）分割し、能美郡白江村・能美郡板津村新設のため
- 能美郡高田村 （1907年8月5日）能美郡板津村新設のため
- 能美郡田川村 （1907年8月5日）能美郡板津村新設のため
- 能美郡大杉村 （1907年8月5日）能美郡大杉谷村新設のため
- 能美郡瀬谷村 （1907年8月5日）能美郡大杉谷村新設のため
- 能美郡里川村 （1907年8月5日）能美郡国府村新設のため
- 能美郡古河村 （1907年8月5日）能美郡国府村新設のため
- 能美郡国造村 （1907年8月5日）能美郡国府村新設のため
- 能美郡山口村 （1907年8月5日）能美郡山上村新設のため
- 能美郡宮内村 （1907年8月5日）能美郡山上村新設のため
- 能美郡寺井村 （1907年8月5日）能美郡寺井野村新設のため
- 能美郡長野村 （1907年8月5日）能美郡寺井野村新設のため
- 能美郡湯野村 （1907年8月5日）能美郡寺井野村新設のため
- 河北郡東英村 （1907年8月10日）河北郡英田村新設のため
- 河北郡種谷村 （1907年8月10日）河北郡英田村新設のため
- 河北郡笠井村 （1907年8月10日）河北郡笠谷村新設のため
- 河北郡笠野村 （1907年8月10日）河北郡笠谷村新設のため
- 河北郡（旧）倶利伽羅村 （1907年8月10日）河北郡倶利伽羅村新設のため
- 河北郡萩坂村 （1907年8月10日）河北郡倶利伽羅村新設のため
- 河北郡（旧）高松村 （1907年8月10日）河北郡高松村新設のため
- 河北郡金津谷村 （1907年8月10日）河北郡高松村新設のため
- 河北郡西英村 （1907年8月10日）河北郡宇ノ気村新設のため
- 河北郡金津村 （1907年8月10日）河北郡宇ノ気村新設のため
- 河北郡小金村 （1907年8月10日）河北郡小坂村新設のため
- 河北郡坂井村 （1907年8月10日）河北郡小坂村新設のため
- 河北郡中口村 （1907年8月10日）河北郡小坂村新設のため
- 河北郡金川村 （1907年8月10日）河北郡小坂村新設のため
- 河北郡川筋村 （1907年8月10日）河北郡川北村新設のため
- 河北郡河崎村 （1907年8月10日）河北郡川北村新設のため
- 河北郡木越村 （1907年8月10日）河北郡川北村新設のため
- 河北郡金浦村 （1907年8月10日）河北郡浅川村新設のため
- 河北郡湯ノ谷村 （1907年8月10日）河北郡浅川村新設のため
- 河北郡医王山村 （1907年8月10日）河北郡浅川村新設のため
- 河北郡（旧）花園村 （1907年8月10日）河北郡花園村新設のため
- 河北郡崎田村 （1907年8月10日）河北郡花園村新設のため
- 河北郡田近村 （1907年8月10日）河北郡花園村新設のため
- 河北郡直江谷村 （1907年8月10日）河北郡三谷村新設のため
- 河北郡小原谷村 （1907年8月10日）河北郡三谷村新設のため
- 河北郡薬師谷村 （1907年8月10日）河北郡三谷村新設のため
- 能美郡江ノ島村 （1907年8月5日）能美郡根上村新設のため
- 能美郡福江村 （1907年8月5日）能美郡根上村新設のため
- 能美郡釜屋村 （1907年8月5日）能美郡根上村新設のため
- 能美郡中島村 （1907年8月5日）能美郡川北村新設のため
- 能美郡草深村 （1907年8月5日）能美郡川北村新設のため
- 能美郡砂川村 （1907年8月5日）能美郡川北村新設のため
- 能美郡別宮村 （1907年8月5日）能美郡鳥越村新設のため
- 能美郡河野村 （1907年8月5日）能美郡鳥越村新設のため
- 能美郡吉原村 （1907年8月5日）能美郡鳥越村新設のため
- 珠洲郡日置村 （1907年10月15日）珠洲郡西海村新設のため
- 珠洲郡大崎村 （1907年10月15日）珠洲郡西海村新設のため
- 珠洲郡大谷村 （1907年10月15日）珠洲郡西海村新設のため
- 珠洲郡松波村 （1907年10月15日）珠洲郡木郎村新設のため
- 珠洲郡木郎村 （1907年10月15日）珠洲郡木郎村新設のため
- 珠洲郡宮崎村 （1907年10月15日）珠洲郡木郎村新設のため
- 珠洲郡（旧）小木村 （1907年10月15日）珠洲郡小木村新設のため
- 珠洲郡高倉村 （1907年10月15日）珠洲郡小木村新設のため
- 鳳至郡（旧）大屋村 （1908年4月1日）鳳至郡大屋村新設のため
- 鳳至郡鳳至谷村 （1908年4月1日）鳳至郡大屋村新設のため
- 鳳至郡（旧）町野村 （1908年4月1日）鳳至郡町野村新設のため
- 鳳至郡西町村 （1908年4月1日）鳳至郡町野村新設のため
- 鳳至郡岩倉村 （1908年4月1日）鳳至郡町野村新設のため
- 鳳至郡（旧）剱地村 （1908年4月1日）鳳至郡剱地村新設のため
- 鳳至郡仁岸村 （1908年4月1日）鳳至郡剱地村新設のため
- 鳳至郡阿岸村 （1908年4月1日）鳳至郡剱地村新設のため
- 鳳至郡（旧）穴水町 （1908年4月1日）鳳至郡穴水町新設のため
- 鳳至郡東保村 （1908年4月1日）鳳至郡穴水町新設のため
- 鳳至郡島崎村 （1908年4月1日）鳳至郡穴水町新設のため
- 鳳至郡（旧）鵜川村 （1908年4月1日）鳳至郡鵜川村新設のため
- 鳳至郡山田村 （1908年4月1日）鳳至郡鵜川村新設のため
- 鳳至郡（旧）柳田村 （1908年4月1日）鳳至郡柳田村新設のため
- 鳳至郡上町村 （1908年4月1日）鳳至郡柳田村新設のため
- 鳳至郡岩井戸村 （1908年4月1日）鳳至郡柳田村新設のため
- 珠洲郡鵜島村 （1908年8月15日）珠洲郡宝立村新設のため
- 珠洲郡見付村 （1908年8月15日）珠洲郡宝立村新設のため
- 珠洲郡黒峰村 （1908年8月15日）珠洲郡宝立村新設のため
- 珠洲郡東若山村 （1908年8月15日）珠洲郡若山村新設のため
- 珠洲郡西若山村 （1908年8月15日）珠洲郡若山村新設のため
- 珠洲郡（旧）三崎村 （1908年8月15日）珠洲郡三崎村新設のため
- 珠洲郡鉢崎村 （1908年8月15日）珠洲郡三崎村新設のため

## 1910年～1919年
この10年間に廃止市町村なし

## 1920年～1929年
- 石川郡野村 （1925年4月1日）金沢市に編入のため
- 石川郡弓取村 （1925年4月10日）金沢市に編入のため

## 1930年～1939年
- 江沼郡（旧）橋立村 （1930年1月1日）江沼郡橋立村新設のため
- 江沼郡黒崎村 （1930年1月1日）江沼郡橋立村新設のため
- 羽咋郡北志雄村 （1933年5月1日）羽咋郡志雄町新設のため
- 羽咋郡志雄村 （1933年5月1日）羽咋郡志雄町新設のため
- 羽咋郡南志雄村 （1933年5月1日）羽咋郡志雄町新設のため
- 羽咋郡樋川村 （1933年5月1日）羽咋郡志雄町新設のため
- 羽咋郡南邑知村 （1933年5月1日）羽咋郡志雄町新設のため
- 羽咋郡北邑知村 （1933年5月15日）羽咋郡邑知村新設のため
- 羽咋郡中邑知村 （1933年5月15日）羽咋郡邑知村新設のため
- 羽咋郡若部村 （1933年5月15日）羽咋郡邑知村新設のため
- 鳳至郡南北村 （1933年7月1日）鳳至郡住吉村新設のため
- 鳳至郡中居村 （1933年7月1日）鳳至郡住吉村新設のため
- 鹿島郡田鶴浜村 （1934年5月1日）鹿島郡和倉町新設のため
- 鹿島郡端村 （1934年5月1日）鹿島郡和倉町新設のため
- 鹿島郡赤蔵村 （1934年5月1日）鹿島郡和倉町新設のため
- 石川郡比楽島村 （1934年7月15日）石川郡石川村新設のため
- 石川郡福留村 （1934年7月15日）石川郡石川村新設のため
- 江沼郡福田村 （1935年6月15日）江沼郡大聖寺町に編入のため
- 石川郡大野町 （1935年12月16日）金沢市に編入のため
- 石川郡富樫村 （1935年12月16日）金沢市に編入のため
- 石川郡米丸村 （1935年12月16日）金沢市に編入のため
- 石川郡鞍月村 （1935年12月16日）金沢市に編入のため
- 石川郡潟津村 （1935年12月16日）金沢市に編入のため
- 石川郡粟崎村 （1935年12月16日）金沢市に編入のため
- 石川郡三馬村 （1936年4月1日）金沢市に編入のため
- 石川郡崎浦村 （1936年4月1日）金沢市に編入のため
- 河北郡小坂村 （1936年4月1日）金沢市に編入のため
- 鹿島郡七尾町 （1939年7月20日）七尾市新設のため
- 鹿島郡東湊村 （1939年7月20日）七尾市新設のため
- 鹿島郡矢田郷村 （1939年7月20日）七尾市新設のため
- 鹿島郡徳田村 （1939年7月20日）七尾市新設のため
- 鹿島郡西湊村 （1939年7月20日）七尾市新設のため
- 鹿島郡石崎村 （1939年7月20日）七尾市新設のため

## 1940年～1949年
- 羽咋郡東土田村 （1940年11月3日）羽咋郡土田村新設のため
- 羽咋郡西土田村 （1940年11月3日）羽咋郡土田村新設のため
- 能美郡小松町 （1940年12月1日）小松市新設のため
- 能美郡安宅町 （1940年12月1日）小松市新設のため
- 能美郡牧村 （1940年12月1日）小松市新設のため
- 能美郡御幸村 （1940年12月1日）小松市新設のため
- 能美郡粟津村 （1940年12月1日）小松市新設のため
- 能美郡苗代村 （1940年12月1日）小松市新設のため
- 能美郡白江村 （1940年12月1日）小松市新設のため
- 能美郡板津村 （1940年12月1日）小松市新設のため
- 江沼郡庄村 （1942年5月1日）江沼郡山代町に編入のため
- 江沼郡作見村 （1942年11月3日）江沼郡片山津町に編入のため
- 江沼郡塩津村 （1942年11月3日）江沼郡片山津町に編入のため
- 石川郡戸板村 （1943年10月1日）金沢市に編入のため
- 石川郡金石町 （1943年12月1日）金沢市に編入のため
- 石川郡二塚村 （1943年12月1日）金沢市に編入のため
- 石川郡大野村 （1943年12月1日）金沢市に編入のため
- 河北郡川北村 （1949年6月1日）金沢市に編入のため

## 1950年～1959年
- 江沼郡瀬越村 （1954年3月10日）江沼郡大聖寺町に編入のため
- 江沼郡篠原村 （1954年3月31日）江沼郡片山津町に編入のため
- 鳳至郡輪島町 （1954年3月31日）輪島市新設のため
- 鳳至郡西保村 （1954年3月31日）輪島市新設のため
- 鳳至郡河原田村 （1954年3月31日）輪島市新設のため
- 鳳至郡鵠巣村 （1954年3月31日）輪島市新設のため
- 鳳至郡南志見村 （1954年3月31日）輪島市新設のため
- 鳳至郡三井村 （1954年3月31日）輪島市新設のため
- 鳳至郡大屋村 （1954年3月31日）輪島市新設のため
- 鳳至郡（旧）門前町 （1954年3月31日）鳳至郡門前町新設のため
- 鳳至郡諸岡村 （1954年3月31日）鳳至郡門前町新設のため
- 鳳至郡浦上村 （1954年3月31日）鳳至郡門前町新設のため
- 鳳至郡七浦村 （1954年3月31日）鳳至郡門前町新設のため
- 鳳至郡本郷村 （1954年3月31日）鳳至郡門前町新設のため
- 鳳至郡黒島村 （1954年3月31日）鳳至郡門前町新設のため
- 鳳至郡（旧）穴水町 （1954年3月31日）鳳至郡穴水町新設のため
- 鳳至郡兜村 （1954年3月31日）鳳至郡穴水町新設のため
- 鳳至郡住吉村 （1954年3月31日）鳳至郡穴水町新設のため
- 鹿島郡北大呑村 （1954年3月31日）七尾市に編入のため
- 鹿島郡南大呑村 （1954年3月31日）七尾市に編入のため
- 鹿島郡崎山村 （1954年3月31日）七尾市に編入のため
- 鹿島郡高階村 （1954年3月31日）七尾市に編入のため
- 鹿島郡中島村 （1954年3月31日）鹿島郡中島町新設のため
- 鹿島郡笠師保村 （1954年3月31日）鹿島郡中島町新設のため
- 鹿島郡豊川村 （1954年3月31日）鹿島郡中島町新設のため
- 鹿島郡熊木村 （1954年3月31日）鹿島郡中島町新設のため
- 鹿島郡西岸村 （1954年3月31日）鹿島郡中島町新設のため
- 鹿島郡釶打村 （1954年3月31日）鹿島郡中島町新設のため
- 鹿島郡（旧）田鶴浜町 （1954年3月31日）鹿島郡田鶴浜町新設のため
- 鹿島郡金ヶ崎村 （1954年3月31日）鹿島郡田鶴浜町新設のため
- 鹿島郡相馬村 （1954年3月31日）分割し、鹿島郡田鶴浜町新設・鹿島郡鳥屋町に編入のため
- 河北郡（旧）津幡町 （1954年3月31日）河北郡津幡町新設のため
- 河北郡英田村 （1954年3月31日）河北郡津幡町新設のため
- 河北郡笠谷村 （1954年3月31日）河北郡津幡町新設のため
- 河北郡中条村 （1954年3月31日）河北郡津幡町新設のため
- 河北郡井上村 （1954年3月31日）河北郡津幡町新設のため
- 羽咋郡河合谷村 （1954年5月16日）河北郡津幡町に編入のため
- 河北郡森本村 （1954年6月1日）河北郡森本町新設のため
- 河北郡花園村 （1954年6月1日）河北郡森本町新設のため
- 河北郡三谷村 （1954年6月1日）河北郡森本町新設のため
- 河北郡大場村 （1954年6月1日）河北郡森本町新設のため
- 河北郡八田村 （1954年6月1日）河北郡森本町新設のため
- 石川郡額村 （1954年7月1日）金沢市に編入のため
- 石川郡内川村 （1954年7月1日）金沢市に編入のため
- 石川郡犀川村 （1954年7月1日）金沢市に編入のため
- 石川郡湯涌谷村 （1954年7月1日）金沢市に編入のため
- 石川郡安原村 （1954年7月1日）金沢市に編入のため
- 珠洲郡飯田町 （1954年7月15日）珠洲市新設のため
- 珠洲郡正院町 （1954年7月15日）珠洲市新設のため
- 珠洲郡宝立町 （1954年7月15日）珠洲市新設のため
- 珠洲郡上戸村 （1954年7月15日）珠洲市新設のため
- 珠洲郡直村 （1954年7月15日）珠洲市新設のため
- 珠洲郡蛸島村 （1954年7月15日）珠洲市新設のため
- 珠洲郡宝立村 （1954年7月15日）珠洲市新設のため
- 珠洲郡若山村 （1954年7月15日）珠洲市新設のため
- 珠洲郡三崎村 （1954年7月15日）珠洲市新設のため
- 珠洲郡西海村 （1954年7月15日）珠洲市新設のため
- 河北郡（旧）高松町 （1954年7月15日）河北郡高松町新設のため
- 羽咋郡南大海村 （1954年7月15日）河北郡高松町新設のため
- 羽咋郡志加浦村 （1954年10月1日）羽咋郡志賀町新設のため
- 羽咋郡堀松村 （1954年10月1日）羽咋郡志賀町新設のため
- 羽咋郡加茂村 （1954年10月1日）羽咋郡志賀町新設のため
- 羽咋郡上熊野村 （1954年10月1日）羽咋郡志賀町新設のため
- 羽咋郡土田村 （1954年10月1日）羽咋郡志賀町新設のため
- 石川郡（旧）鶴来町 （1954年11月1日）石川郡鶴来町新設のため
- 石川郡舘畑村 （1954年11月1日）石川郡鶴来町新設のため
- 石川郡林村 （1954年11月1日）石川郡鶴来町新設のため
- 石川郡蔵山村 （1954年11月1日）石川郡鶴来町新設のため
- 石川郡一ノ宮村 （1954年11月1日）石川郡鶴来町新設のため
- 江沼郡（旧）動橋町 （1954年11月3日）江沼郡動橋町新設のため
- 江沼郡分校村 （1954年11月3日）江沼郡動橋町新設のため
- 石川郡（旧）松任町 （1954年11月3日）石川郡松任町新設のため
- 石川郡柏野村 （1954年11月3日）石川郡松任町新設のため
- 石川郡笠間村 （1954年11月3日）石川郡松任町新設のため
- 石川郡宮保村 （1954年11月3日）石川郡松任町新設のため
- 石川郡一木村 （1954年11月3日）石川郡松任町新設のため
- 石川郡出城村 （1954年11月3日）石川郡松任町新設のため
- 石川郡御手洗村 （1954年11月3日）石川郡松任町新設のため
- 石川郡旭村 （1954年11月3日）石川郡松任町新設のため
- 石川郡中奥村 （1954年11月3日）石川郡松任町新設のため
- 石川郡林中村 （1954年11月3日）石川郡松任町新設のため
- 石川郡石川村 （1954年11月3日）石川郡松任町新設のため
- 石川郡（旧）美川町 （1954年11月3日）石川郡美川町新設のため
- 石川郡蝶屋村 （1954年11月3日）石川郡美川町新設のため
- 能美郡湊村 （1954年11月3日）石川郡美川町新設のため
- 羽咋郡（旧）羽咋町 （1954年11月3日）羽咋郡羽咋町新設のため
- 羽咋郡富永村 （1954年11月3日）羽咋郡羽咋町新設のため
- 羽咋郡粟ノ保村 （1954年11月3日）羽咋郡羽咋町新設のため
- 羽咋郡一ノ宮村 （1954年11月3日）羽咋郡羽咋町新設のため
- 羽咋郡越路野村 （1954年11月3日）羽咋郡羽咋町新設のため
- 羽咋郡上甘田村 （1954年11月3日）羽咋郡羽咋町新設のため
- 羽咋郡（旧）富来町 （1954年11月3日）羽咋郡富来町新設のため
- 羽咋郡熊野村 （1954年11月3日）羽咋郡富来町新設のため
- 羽咋郡稗造村 （1954年11月3日）羽咋郡富来町新設のため
- 羽咋郡東増穂村 （1954年11月3日）羽咋郡富来町新設のため
- 羽咋郡西増穂村 （1954年11月3日）羽咋郡富来町新設のため
- 羽咋郡西海村 （1954年11月3日）羽咋郡富来町新設のため
- 羽咋郡西浦村 （1954年11月3日）羽咋郡富来町新設のため
- 羽咋郡福浦村 （1954年11月3日）羽咋郡富来町新設のため
- 羽咋郡北大海村 （1954年11月3日）羽咋郡押水町新設のため
- 羽咋郡北荘村 （1954年11月3日）羽咋郡押水町新設のため
- 羽咋郡中荘村 （1954年11月3日）羽咋郡押水町新設のため
- 羽咋郡末森村 （1954年11月3日）羽咋郡押水町新設のため
- 羽咋郡柏崎村 （1954年11月3日）羽咋郡押水町新設のため
- 鹿島郡越路町 （1955年1月1日）鹿島郡鹿島町新設のため
- 鹿島郡御祖村 （1955年1月1日）鹿島郡鹿島町新設のため
- 鹿島郡滝尾村 （1955年1月1日）鹿島郡鹿島町新設のため
- 鹿島郡久江村 （1955年1月1日）鹿島郡鹿島町新設のため
- 江沼郡（旧）山代町 （1955年1月20日）江沼郡山代町新設のため
- 江沼郡東谷口村 （1955年1月20日）江沼郡山代町新設のため
- 江沼郡勅使村 （1955年1月20日）江沼郡山代町新設のため
- 鹿島郡東島村 （1955年2月1日）鹿島郡能登島町新設のため
- 鹿島郡中乃島村 （1955年2月1日）鹿島郡能登島町新設のため
- 鹿島郡西島村 （1955年2月1日）鹿島郡能登島町新設のため
- 鳳至郡諸橋村 （1955年3月10日）鳳至郡穴水町に編入のため
- 鳳至郡宇出津町 （1955年3月25日）鳳至郡能都町新設のため
- 鳳至郡三波村 （1955年3月25日）鳳至郡能都町新設のため
- 珠洲郡小木町 （1955年3月25日）鳳至郡能都町新設のため
- 鳳至郡神野村 （1955年3月25日）分割し、鳳至郡能都町新設・柳田村に編入のため
- 江沼郡（旧）山中町 （1955年4月1日）江沼郡山中町新設のため
- 江沼郡河南村 （1955年4月1日）江沼郡山中町新設のため
- 江沼郡西谷村 （1955年4月1日）江沼郡山中町新設のため
- 江沼郡東谷奥村 （1955年4月1日）江沼郡山中町新設のため
- 江沼郡月津村 （1955年4月1日）小松市・江沼郡片山津町に分割編入のため
- 江沼郡那谷村 （1955年4月1日）小松市に編入のため
- 江沼郡矢田野村 （1955年4月1日）小松市に編入のため
- 石川郡（旧）野々市町 （1955年4月1日）石川郡野々市町新設のため
- 石川郡富奥村 （1955年4月1日）石川郡野々市町新設のため
- 能美郡中海村 （1955年4月1日）小松市に編入のため
- 羽咋郡下甘田村 （1955年4月1日）羽咋郡志賀町に編入のため
- 石川郡押野村 （1956年1月1日）金沢市に編入のため
- 鳳至郡町野町 （1956年9月30日）輪島市に編入のため
- 鳳至郡剱地村 （1956年9月30日）鳳至郡門前町に編入のため
- 鳳至郡鵜川町 （1956年9月30日）鳳至郡能都町に編入のため
- 石川郡郷村 （1956年9月30日）石川郡野々市町・石川郡松任町に分割編入のため
- 鹿島郡能登部町 （1956年9月30日）鹿島郡鹿西町新設のため
- 鹿島郡金丸村 （1956年9月30日）鹿島郡鹿西町新設のため
- 能美郡西尾村 （1956年9月30日）小松市に編入のため
- 能美郡金野村 （1956年9月30日）小松市に編入のため
- 能美郡新丸村 （1956年9月30日）小松市に編入のため
- 能美郡大杉谷村 （1956年9月30日）小松市に編入のため
- 能美郡国府村 （1956年9月30日）分割し、能美郡辰口町新設・小松市に編入のため
- 能美郡山上村 （1956年9月30日）能美郡辰口町新設のため
- 能美郡久常村 （1956年9月30日）分割し、能美郡辰口町・能美郡寺井町新設のため
- 能美郡寺井野町 （1956年9月30日）能美郡寺井町新設のため
- 能美郡粟生村 （1956年9月30日）能美郡寺井町新設のため
- 能美郡吉田村 （1956年9月30日）分割し、能美郡寺井町新設・能美郡根上町に編入のため
- 羽咋郡（旧）羽咋町 （1956年9月30日）羽咋郡羽咋町新設のため
- 羽咋郡邑知町 （1956年9月30日）羽咋郡羽咋町新設のため
- 鹿島郡余喜村 （1956年9月30日）鹿島郡羽咋町新設のため
- 鹿島郡鹿島路村 （1956年9月30日）鹿島郡羽咋町新設のため
- 羽咋郡（旧）高浜町 （1956年9月30日）羽咋郡高浜町新設のため
- 羽咋郡中甘田村 （1956年9月30日）羽咋郡高浜町新設のため
- 石川郡山島村 （1957年1月1日）石川郡松任町に編入のため
- 河北郡倶利伽羅村 （1957年2月1日）河北郡津幡町に編入のため
- 河北郡浅川村 （1957年4月5日）金沢市に編入のため
- 江沼郡大聖寺町 （1958年1月1日）加賀市新設のため
- 江沼郡山代町 （1958年1月1日）加賀市新設のため
- 江沼郡片山津町 （1958年1月1日）加賀市新設のため
- 江沼郡動橋町 （1958年1月1日）加賀市新設のため
- 江沼郡橋立町 （1958年1月1日）加賀市新設のため
- 江沼郡三木村 （1958年1月1日）加賀市新設のため
- 江沼郡三谷村 （1958年1月1日）加賀市新設のため
- 江沼郡南郷村 （1958年1月1日）加賀市新設のため
- 江沼郡塩屋村 （1958年1月1日）加賀市新設のため

## 1960年～1969年
- 河北郡金津村 （1960年4月1日）河北郡宇ノ気町に編入のため
- 河北郡森本町 （1962年6月1日）金沢市に編入のため

## 1970年～1979年
- 羽咋郡（旧）志賀町 （1970年11月1日）羽咋郡志賀町新設のため
- 羽咋郡高浜町 （1970年11月1日）羽咋郡志賀町新設のため

## 1980年～1999年
この20年間に廃止市町村なし

## 2000年～
- 河北郡高松町 （2004年3月1日）かほく市新設のため
- 河北郡宇ノ気町 （2004年3月1日）かほく市新設のため
- 河北郡七塚町 （2004年3月1日）かほく市新設のため
- 旧・七尾市 （2004年10月1日）七尾市新設のため
- 鹿島郡中島町 （2004年10月1日）七尾市新設のため
- 鹿島郡能登島町 （2004年10月1日）七尾市新設のため
- 鹿島郡田鶴浜町 （2004年10月1日）七尾市新設のため
- 松任市 （2005年2月1日）白山市新設のため
- 石川郡美川町 （2005年2月1日）白山市新設のため
- 石川郡鶴来町 （2005年2月1日）白山市新設のため
- 石川郡河内村 （2005年2月1日）白山市新設のため
- 石川郡吉野谷村 （2005年2月1日）白山市新設のため
- 石川郡白峰村 （2005年2月1日）白山市新設のため
- 石川郡尾口村 （2005年2月1日）白山市新設のため
- 石川郡鳥越村 （2005年2月1日）白山市新設のため
- 能美郡辰口町 （2005年2月1日）能美市新設のため
- 能美郡寺井町 （2005年2月1日）能美市新設のため
- 能美郡根上町 （2005年2月1日）能美市新設のため
- 鳳至郡能都町 （2005年3月1日）鳳珠郡能登町新設のため
- 鳳至郡柳田村 （2005年3月1日）鳳珠郡能登町新設のため
- 珠洲郡内浦町 （2005年3月1日）鳳珠郡能登町新設のため
- 鹿島郡鳥屋町 （2005年3月1日）鹿島郡中能登町新設のため
- 鹿島郡鹿島町 （2005年3月1日）鹿島郡中能登町新設のため
- 鹿島郡鹿西町 （2005年3月1日）鹿島郡中能登町新設のため
- 羽咋郡志雄町 （2005年3月1日）羽咋郡宝達志水町新設のため
- 羽咋郡押水町 （2005年3月1日）羽咋郡宝達志水町新設のため
- 羽咋郡（旧）志賀町 （2005年9月1日）羽咋郡志賀町新設のため
- 羽咋郡富来町 （2005年9月1日）羽咋郡志賀町新設のため
- 旧・加賀市 （2005年10月1日）加賀市新設のため
- 江沼郡山中町 （2005年10月1日）加賀市新設のため
- 旧・輪島市 （2006年2月1日）輪島市新設のため
- 鳳珠郡門前町 （2006年2月1日）輪島市の新設のため